# Lindt & Sprüngli
Lindt & Sprüngli AG, ou mais comumentemente conhecida como Lindt, é uma empresa suíça especializada na fabricação e venda de chocolates. Foi fundada em 1845 por David Sprüngli-Schwarz e seu filho Rodolphe Lindt.
Sua sede está localizada em Kilchberg em  Zurique e possui 8 fábricas. É cotada na Bolsa de Valores da Suíça e de acordo com a revista Forbes, é uma das empresas mais inovadoras do mundo.

## Presença internacional

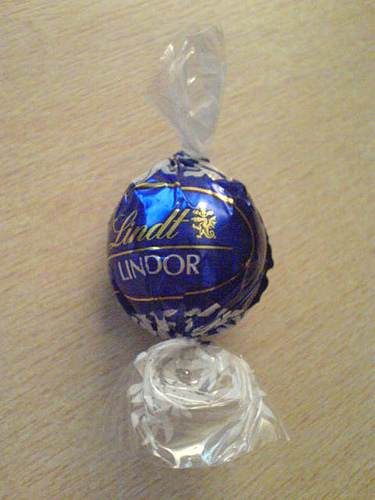
Trufa de chocolate Lindt.

Está presente em diversos países e possui mais de 300 lojas localizadas em todos os continentes. Em 2009 anunciou o tênista Roger Federer como embaixador e garoto propaganda global da marca.

### Brasil
No Brasil está presente desde 1969 quando era representada pela Aurora Bebidas e Alimentos Finos. Anunciou uma joint-venture com o Grupo CRM, dona das lojas Kopenhagen e Brasil Cacau em Março de 2014 para abertura de lojas e exploração do mercado local com participação de 51% nas ações. Abriu sua primeira loja Lindt no Shopping Pátio Higienópolis em 25 de julho de 2014 e possui atualmente mais de 45 lojas nos estados de São Paulo, Rio de Janeiro, Minas Gerais, Paraná, Distrito Federal, Goiás e Rio Grande do Sul.

### Portugal
Em dezembro de 2020, abriu a primeira loja em Portugal no centro comercial Vila do Conde Outlet.